# Revolutionen i vandkanten
Revolutionen i vandkanten er en dansk film fra 1971, skrevet og instrueret af Thomas Winding.

## Medvirkende
- Olaf Nielsen
- Flemming Quist Møller
- Pernille Grumme
- Jens Okking
- Karl Stegger
- Jesper Klein
- Ove Sprogøe
- Otto Brandenburg
- Per Bentzon Goldschmidt
- Bodil Udsen
- Jytte Abildstrøm
- Alberte Winding